# Омельчук Олексій Володимирович
Олексій Володимирович Омельчук (25 березня 1911, Устилуг — 22 січня 1981, Київ) — український актор театру та кіно. Народний артист УРСР (1968). Учасник німецько-радянської війни, лейтенант військової служби.

## Життєпис
Народився 25 березня 1911 р. в с. Устилуг Волинської області. Закінчив Київський театральний інститут (1935). Виступав у театрах Харкова та Києва (1946–1981), на сцені Театру ім. І.Франка.
Учасник німецько-радянської війни, лейтенант військової служби.

Могила Олексія Омельчука, Байкове кладовище

Знявся у фільмах: «В степах України» (1952, Олексій), «Здрастуй, Гнате!» (1962), «Свіччине весілля» (1962, т/ф), "Юнга зі шхуни «Колумб» (1963), «Безталанна» (1966, фільм-спектакль), «В неділю рано зілля копала» (1968, фільм-спектакль), «Для домашнього вогнища» (1970, т/ф).
Читав дикторський текст у документальній стрічці «Гнат Юра» (1960).
Був членом Спілки кінематографістів України.
Проживав у Києві, на вулиці Чапаєва, 13. Помер на 70-му році життя 22 січня 1981 р. Похований на Байковому кладовищі.

### Родина
Син — кінорежисер Юрій Омельчук (нар. 1944). Донька — актриса, заслужена артистка України Наталія Омельчук (нар. 1947).

## Нагороди
- медаль «За трудову відзнаку» (1951)
- орден «Знак пошани» (1960)
- народний артист УРСР (1968)

## Джерело
- Волинська обласна рада[недоступне посилання з липня 2019]
- Олексій Омельчук на сайті IMDb (англ.)
- http://www.kino-teatr.ru/kino/acter/m/sov/30412/works/ [Архівовано 10 листопада 2013 у Wayback Machine.]